# Jaume Peral i Juanola
Jaume Peral i Juanola (Figueres, 1960) és un periodista català. Ha treballat a Catalunya Ràdio, Catalunya Informació i Televisió de Catalunya. Després, va passar a treballar pel Grupo Godó i fou director general de Catalunya Comunicació des del febrer del 2019 fins l'estiu de 2023. El setembre de 2023 tornà a la CCMA.

## Trajectòria
Llicenciat en ciències de la informació per la Universitat Autònoma de Barcelona, va ser corresponsal a Girona de l'agència EFE, de Radio Nacional de España i de Catalunya Ràdio. Posteriorment es va incorporar a la redacció de Madrid de Catalunya Ràdio.
El 1992 va assumir la coordinació de Catalunya Informació, coincidint amb la posada en marxa de l'emissora. Entre el 1993 i el 1995 va dirigir les seccions d'Economia, Societat i Política tant de Catalunya Ràdio com de Catalunya Informació.
El 1995 va assumir la subdirecció d'Informatius i tres anys més tard va ser designat cap dels serveis informatius de Catalunya Ràdio i màxim responsable de Catalunya Informació —que, sota la seva direcció, va rebre un Premi Ondas 2002— fins que amb l'arribada del tripartit va ser substituït per Jordi Lucea.
El 2004 va passar a dirigir la comunicació de Catalunya Ràdio i el 2005 es va incorporar a Televisió de Catalunya com a cap de comunicació. Durant un any, del 2011 al 2012 va ser redactor del programa Parlament de TVC. El maig del 2012 va ser nomenat cap d'informatius de TVC en substitució de Rosta Marqueta, que ocupava el càrrec des del 2007. El febrer de 2016 es va anunciar que seria el successor d'Eugeni Sallent com a director de Televisió de Catalunya, càrrec que ocuparia fins al març de 2017, quan fou substituït per Vicent Sanchis.
El gener de 2018 va ser elegit sotsdirector de RAC1 i RAC 105 i un any després, el febrer de 2019, va ser nomenat director general de Catalunya Comunicació, secció audiovisual del Grupo Godó, assumint la direcció de: 8tv, Veranda TV, RAC1, RAC 105 TV i RAC 105. Va mantenir el càrrec fins l'estiu de 2023. El setembre del mateix any fou contractat de nou per la CCMA per refer el seguiment del llibre d’estil dels mitjans públics.